# Procladius incranspicuus
Procladius incranspicuus är en tvåvingeart som först beskrevs av Jean-Jacques Kieffer 1913. Procladius incranspicuus ingår i släktet Procladius och familjen fjädermyggor.
Artens utbredningsområde är Myanmar. Inga underarter finns listade i Catalogue of Life.